# ابنة صانع الألعاب النارية
ابنة صانع الألعاب النارية (بالإنجليزية: The Firework-Maker's Daughter)‏ هي رواية للأطفال من تأليف فيليب بولمان. نشرتها دابلداي لأول مرة في المملكة المتحدة عام 1995. وقد رسم نيك هاريس الطبعة الأولى في المملكة المتحدة. رُسم طبعة لاحقة نُشرت في الولايات المتحدة بواسطة سوزن سيليغ غالاغر.
كتب بولمان القصة في الأصل كمسرحية مدرسية، وحُولت الرواية بدورها إلى مسرحية. الرواية التي أطلق عليها بولمان "الحكاية الخيالية"، هي قصة مغامرة للأطفال حيث تقوم الشخصية الرئيسية بالسعي لإثبات نفسها، واستعارة لصنع الفن.

## الحبكة
تريد فتاة صغيرة تدعى ليلى أن تصبح صانعة ألعاب نارية، مثل والدها لالشاند. وعلى الرغم من مواهبها، يعتقد لالتشاند أن هذه الوظيفة غير مناسبة للفتيات. لا توافق ليلى على ذلك، وتسافر للحصول على الكبريت الملكي من رازفاني شرير النار في جبل ميرابي، كما يجب على جميع صانعي الألعاب النارية الطامحين أن يفعلوا.
كانت المهمة تقريبًا غير ناجحة، لأنها لا تتمتع بالحماية من لهيب شرير النار أو الهدايا الثلاث التي يجب تقديمها إلى رازفاني. ومع ذلك، تمكن صديقاها هاملت، الفيل الأبيض الناطق، وتشولاك، القائم بأعمال هاملت، من توصيل المياه إلى آلهة بحيرة الزمرد التي ستحميها. لمفاجأة ليلى، تعرفت عليها رازفاني على أنها صانعة ألعاب نارية جلبت الهدايا الثلاث، على الرغم من عدم علم ليلى بماهية الهدايا الثلاث.
عند عودتها إلى المنزل، علمت أن لالتشاند قد سُجن بسبب اختفاء هاملت. لإنقاذ حياته، يجب على ليلى ولالتشاند الفوز في المنافسة القادمة لمهرجان الألعاب النارية ضد صانعي الألعاب النارية الموهوبين للغاية. عند انتصارهم، أوضح لالتشاند لابنته أنها تمتلك الهدايا الثلاث: بدلاً من الأشياء الملموسة، فهي الموهبة والمثابرة والحظ، وكلها تمتلكها. لديها موهبة، حيث عملت مع والدها في صناعة الألعاب النارية لسنوات عديدة؛ الشجاعة والمثابرة للقيام بالرحلة؛ والحظ السعيد يكمن في وجود أصدقاء مخلصين، شولاك وهاملت.

## اقتباس
حُولت رواية ابنة صانع الألعاب النارية إلى أوبرا تحمل نفس الاسم مع موسيقى لديفيد بروس ونص مكتوب لجلين ماكسويل. بتكليف مشترك من الأوبرا الملكية و فريق الأوبرا أُنتجت الأوبرا بالاشتراك مع أوبرا الشمال وفريق الأوبرا بالتعاون مع الأوبرا الملكية ومسرح قصر واتفورد. عُرض الإنتاج، من إخراج جون فولجيمس، لأول مرة في مسرح هال تراك في مارس 2013، قبل القيام بجولة في المملكة المتحدة والذهاب إلى مسرح النصر الجديد في مدينة نيويورك. كان مخططاً أن تعدل شركة واينستين الرسوم المتحركة لكنه أُلغي.